# Нівиська-Дольне
Нівиська-Дольне (пол. Niwiska Dolne) — село в Польщі, у гміні Паєнчно Паєнчанського повіту Лодзинського воєводства.
Населення — 128 осіб (2011). У 1975-1998 роках село належало до Ченстоховського воєводства.

## Демографія
Демографічна структура станом на 31 березня 2011 року:
|          | Загалом | Допрацездатний вік | Працездатний вік | Постпрацездатний вік |
| -------- | ------- | ------------------ | ---------------- | -------------------- |
| Чоловіки | 65      | 11                 | 43               | 11                   |
| Жінки    | 63      | 14                 | 33               | 16                   |
| Разом    | 128     | 25                 | 76               | 27                   |